# Philippinen-Gleithörnchen
Das Philippinen-Gleithörnchen (Petinomys crinitus) ist ein Gleithörnchen aus der Gattung der Zwerggleithörnchen (Petinomys). Es kommt wie das Mindanao-Gleithörnchen (Petinomys mindanensis) auf der indonesischen Inselgruppe Mindanao vor.

## Merkmale
Das Mindanao-Gleithörnchen erreicht eine Kopf-Rumpf-Länge von etwa 31 Zentimetern sowie eine Schwanzlänge von etwa 26 Zentimetern. Das Gewicht liegt bei etwa 1200 Gramm. Es ist damit etwas kleiner als das ähnliche Palawan-Gleithörnchen (Hylopetes nigripes) sowie das sympatrisch lebende Mindanao-Gleithörnchen (Petinomys mindanensis). Die Rücken- und Kopffärbung ist grau bis braun, die Bauchseite ist heller. Die Ohren sind klein mit drei kleinen Haarbüscheln. Die Füße sind graubraun, der Schwanz braun und im Gegensatz zu Petinomys mindanensis abgeflacht.
Wie alle Zwerggleithörnchen hat es eine behaarte Gleithaut, die Hand- und Fußgelenke miteinander verbindet und durch eine Hautfalte zwischen den Hinterbeinen und dem Schwanzansatz vergrößert wird. Die Gleithaut ist muskulös und am Rand verstärkt, sie kann entsprechend angespannt und erschlafft werden, um die Richtung des Gleitflugs zu kontrollieren.

## Verbreitung

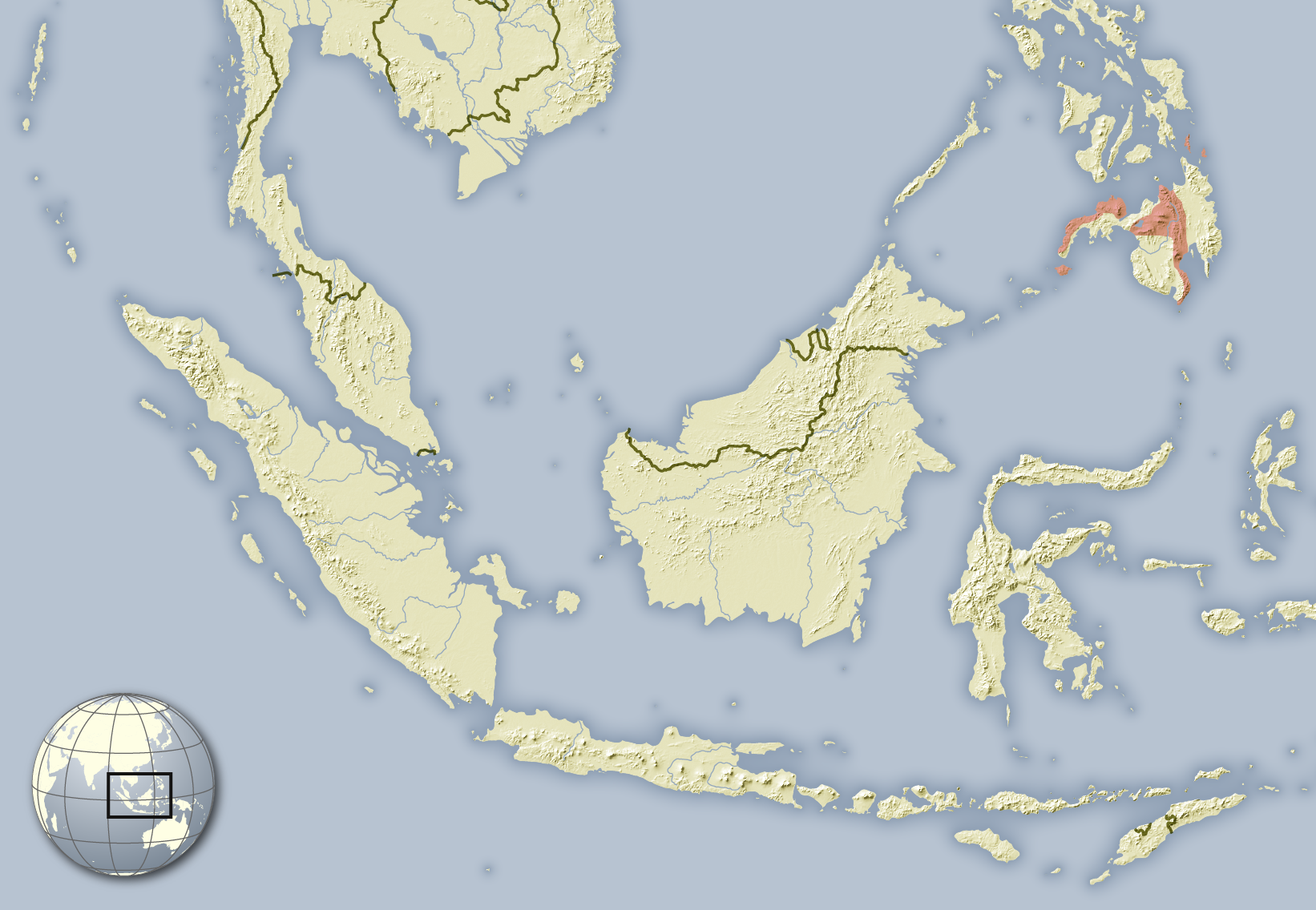
Verbreitungsgebiete des Philippinen-Gleithörnchens

Das Mindanao-Gleithörnchen kommt auf der philippinischen Inselgruppe Mindanao und dort auf den Inseln Mindanao, Basilan, Dinagat und Siargaovor.

## Lebensweise
Das Mindanao-Gleithörnchen kommt in Waldgebieten in Höhen von 500 bis 1600 Metern vor, wobei es von verschiedenen Habitaten der Niederungen bis in die Bergregionen bekannt ist. Es bevorzugt Primärwälder und vor allem Eichenwälder der Höhenlagen.
Über die Lebensweise des Mindanao-Gleithörnchens liegen nur wenige Daten und Beobachtungen vor. Es entspricht in seiner Lebensweise wahrscheinlich anderen Gleithörnchen; es ist somit wahrscheinlich baumlebend oder teilweise bodenlebend, weitestgehend nachtaktiv und ernährt sich von Pflanzen.

## Systematik
Das Mindanao-Gleithörnchen wird als eigenständige Art innerhalb der Gattung der Zwerggleithörnchen (Petinomys) eingeordnet, die insgesamt neun Arten enthält. Die wissenschaftliche Erstbeschreibung stammt von Ned Hollister aus dem Jahr 1911 anhand eines Individuums von der Insel Basilan im Sulu-Archipel in der Inselgruppe Mindanao. Innerhalb der Art werden keine Unterarten unterschieden.

## Bestand, Gefährdung und Schutz
Das Mindanao-Gleithörnchen wird von der International Union for Conservation of Nature and Natural Resources (IUCN) aufgrund seines angenommen häufigen Vorkommens und der stabilen Bestände in den wenig bedrohten Eichenwäldern der Höhenlagen als nicht bedroht („least concern“) gelistet. Daten zu den Beständen existieren nicht, es werden jedoch auch keine potenziellen Gefährdungsursachen angenommen, da die Primärwälder der Höhenlagen wenig vom Holzeinschlag und der Umwandlung zu landwirtschaftlichen Flächen betroffen sind.

## Belege
1. 1 2 3 4 5 6  Richard W. Thorington Jr., John L. Koprowski, Michael A. Steele: Squirrels of the World. Johns Hopkins University Press, Baltimore MD 2012; S. 123. ISBN 978-1-4214-0469-1
2. 1 2 3 4  Petinomys crinitus in der Roten Liste gefährdeter Arten der IUCN 2014.1. Eingestellt von: P. Ong, B. Tabaranza, G. Rosell-Ambal, D. Balete, L. Heaney, 2008. Abgerufen am 20. Juni 2014.
3. 1 2 3  Don E. Wilson & DeeAnn M. Reeder (Hrsg.): Petinomys crinitus in Mammal Species of the World. A Taxonomic and Geographic Reference (3rd ed).